# Теодор II
Теодор II (лат. Theodorus; ? — грудень 897, Рим, Священна Римська імперія) — сто п'ятнадцятий папа Римський (грудень 897). Син патріарха Константинопольського Фотія, народився у Константинополі. Управляв церквою всього 20 днів, впродовж яких відновив дію усіх рішень папи Формоза, скасував вирок Трупного синода. Поховав тіло папи Формоза.